# Idegtudomány
Az idegtudomány (vagy idegbiológia, angolul neuroscience vagy brain science) az idegrendszer felépítésével és működésével foglalkozó tudomány, amelynek célja az idegsejtek és idegpályák tulajdonságainak megismerése. Segítségével feltárhatjuk a tanulás, emlékezet, viselkedés, érzékelés és tudat biológia alapfolyamatait. Az idegtudomány – mint az anatómiától, neurológiától, fiziológiától, pszichológiától vagy pszichiátriától elkülönült tudományterület – meglehetősen újkeletű. A szakterület kialakulását nagyban segítette a számítógépek teljesítményének növekedése és az új agyi képalkotó eljárások fejlődése.

## Képzés
Az Amerikai Egyesült Államokban  számos főiskola és egyetem rendelkezik idegtudományi programmal, mely vagy különálló tanszék keretében, vagy bizonyos nagyobb intézet keretében működik. Az idegtudományi program gyakran a pszichológiai, molekuláris biológiai, sejtbiológiai vagy más biológiai tanszék irányításával működik. Mostanra több felsőoktatási intézmény kínál lehetőséget PhD fokozat megszerzésére az idegtudomány területén.